# Andische
Andischeh (persisch انديشه) ist eine Stadt im Verwaltungsbezirk Schahriyar in der Provinz Teheran. 2016 hatte die Stadt über 116.000 Einwohner. Bei der Stadt handelt es sich um eine in den 1990er-Jahren errichtete Planstadt.

## Geschichte
Andischeh wurde ab 1992 gebaut und sorgfältig nach traditionellen iranischen Prinzipien geplant. Es hat eine dreieckige Form. Die Süd- und Westseite erstrecken sich über 5 km, die Nordostseite über 4 km. Mitte der 2000er Jahre gab es etwa 50.000 Einwohner. Die endgültige Kapazität soll 150.000 Einwohner betragen.

## Lage
Andischeh liegt auf einem Plateau in einem im Allgemeinen flachen Gebiet, jedoch nordöstlich in einem hügeligen Gebiet. Sie liegt 30 km von Teheran entfernt nordwestlich von Schahriyar (3 km) und südöstlich von Karadsch (7 km). Das Gebiet um die Stadt besteht hauptsächlich aus Grünland.

## Klima
Das Klimaklassifizierungssystem von Köppen-Geiger klassifiziert das Klima als semiarides Klima (BSk).